# Nertsery Rhymes

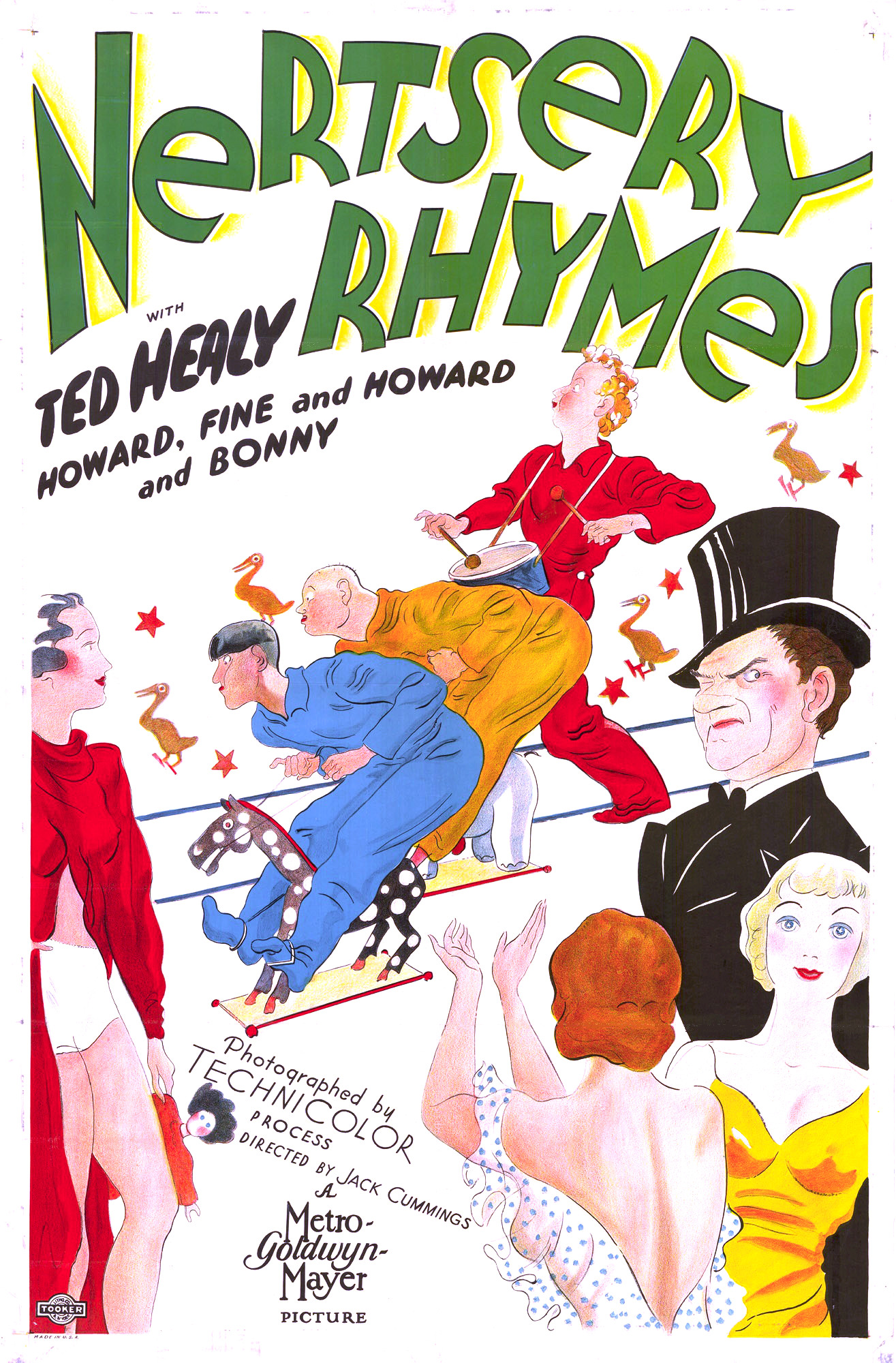
Affiche du film.

Nertsery Rhymes est un film américain réalisé par Jack Cummings et sorti en 1933. C'est le premier d'une série de cinq films que l'équipe des Trois Stooges a réalisé pour Metro-Goldwyn-Mayer.

## Synopsis
Les Trois Stooges jouent trois enfants qui ne veulent pas aller se coucher tant que leur papa ne leur a pas raconté une histoire. Il essaye de leur chanter une version humoristique de The Midnight Ride of Paul Revere, mais c'est sa fiancée qui réussit finalement à les endormir.

## Fiche technique
- Réalisation : Jack Cummings
- Scénario : Moe Howard, Ted Healy, Matt Brooks
- Production : Metro-Goldwyn-Mayer
- Genre : comédie[2]
- Type : Technicolor deux couleurs[3].
- Durée : 20 minutes
- Date de sortie : 6 juillet 1933

## Distribution
- Ted Healy : Papa
- Moe Howard : fils 1
- Larry Fine : fils 2
- Curly Howard : fils 3
- Bonnie Bonnell (en)
- Beth Dodge (non créditée)
- Betty Dodge (non créditée)